# واپاکونتا (اوهایو)

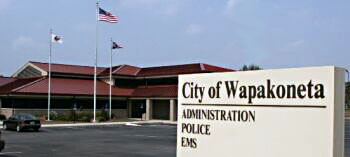
تالار شهرستان واپاکونتا

واپاکونتا (به انگلیسی: Wapakoneta) شهرستانی در شهر اوهایو واقع در ایالات متحده آمریکا است. در سال ۲۰۰۰، جمعیت این شهرستان ۹۴۷۴ نفر بوده است. از زادگان مهم این شهر می توان به نیل آرمسترانگ اولین انسانی که بر کره ماه گام نهاد اشاره کرد. 